# Florence Shoemaker Thompson

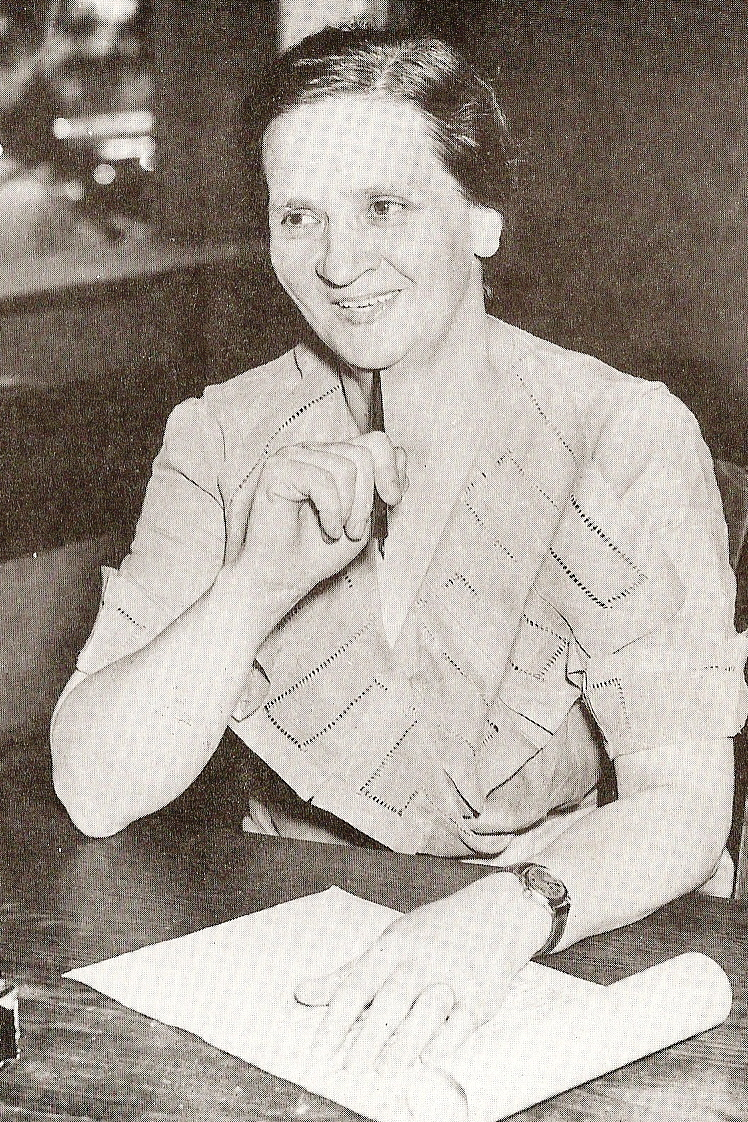
Florence Shoemaker Thompson

Florence Shoemaker Thompson, (30. Oktober 1892, Louisville (Kentucky), Vereinigte Staaten – 13. April 1961, Owensboro, KY) war ein US-amerikanischer Sheriff.

## Leben
Shoemaker Thompson heiratete 1915 Joseph Everett Thompson. Aus der Ehe gingen 4 Kinder hervor. Ihr Mann wurde 1933 zum  Sherriff von Daviess County gewählt und am 1. Januar des Folgejahres vereidigt. Er verstarb jedoch im  April 1936. Nach dem Tod ihres Mannes wurde sie vom Bezirksrichter zum Sheriff ernannt (bekannt als Witwennachfolge). In der folgenden Nachwahl für den Rest der Amtszeit wurde sie mit überwältigender Mehrheit gewählt. Für eine weitere Amtszeit kandidierte sie nicht mehr, wurde aber von ihren Nachfolger zum Deputy Sheriff ernannt. Dieses Amt übte sie 9 Jahre aus.
Sie hatte die Stelle als Sheriff nur angenommen, da sie in der Weltwirtschaftskrise ihre vier Kinder ernähren musste. Sie trug in ihrer Amtszeit keine Uniform, sondern befestigte den Sheriffstern an ihrem Kleid. Festnahmen führte sie nicht selbst durch, sondern sandte ihre Hilfssheriffs.
Im Dezember 1944 heiratete sie J. Carl Riney. Später erkrankte sie an der Parkinson-Krankheit und verstarb 1961. Sie wurde auf dem katholischen Friedhof Mater Dolorosa in Owensboro beigesetzt.

## Hinrichtung von Rainey Bethea
Sie war die erste US-Amerikanerin im Amt eines Sheriffs, die für die Durchführung einer Hinrichtung verantwortlich war. Am 14. August 1936 wurde der wegen Vergewaltigung verurteilte Afroamerikaner Rainey Bethea in Owensboro (Kentucky) gehängt. Zur Hinrichtung kamen etwa 20.000 Menschen nach Owensboro. Der Hinrichtungsvorgang wurde dadurch kompliziert, dass der Henker betrunken war. Es handelte sich hierbei um die letzte öffentliche Hinrichtung in den Vereinigten Staaten. Wegen der negativen Darstellung der Hinrichtung von Bethea wurde im folgenden Jahr diese Form der Todesstrafe in Kentucky als letztem Bundesstaat abgeschafft.